# Újezd nade Mží
Újezd nade Mží  (deutsch Aujezd ob der Mies) ist eine tschechische Gemeinde in der Pilsner Region (Plzeňský kraj).

## Geographische Lage
Der Ort liegt in Westböhmen am Fluss Mže (deutsch Mies) unterhalb des Stausees Hracholusky, etwa vier Kilometer nordwestlich der Stadt Město Touškov (deutsch Tuschkau Stadt) und 15 km westlich von Pilsen.

## Geschichte

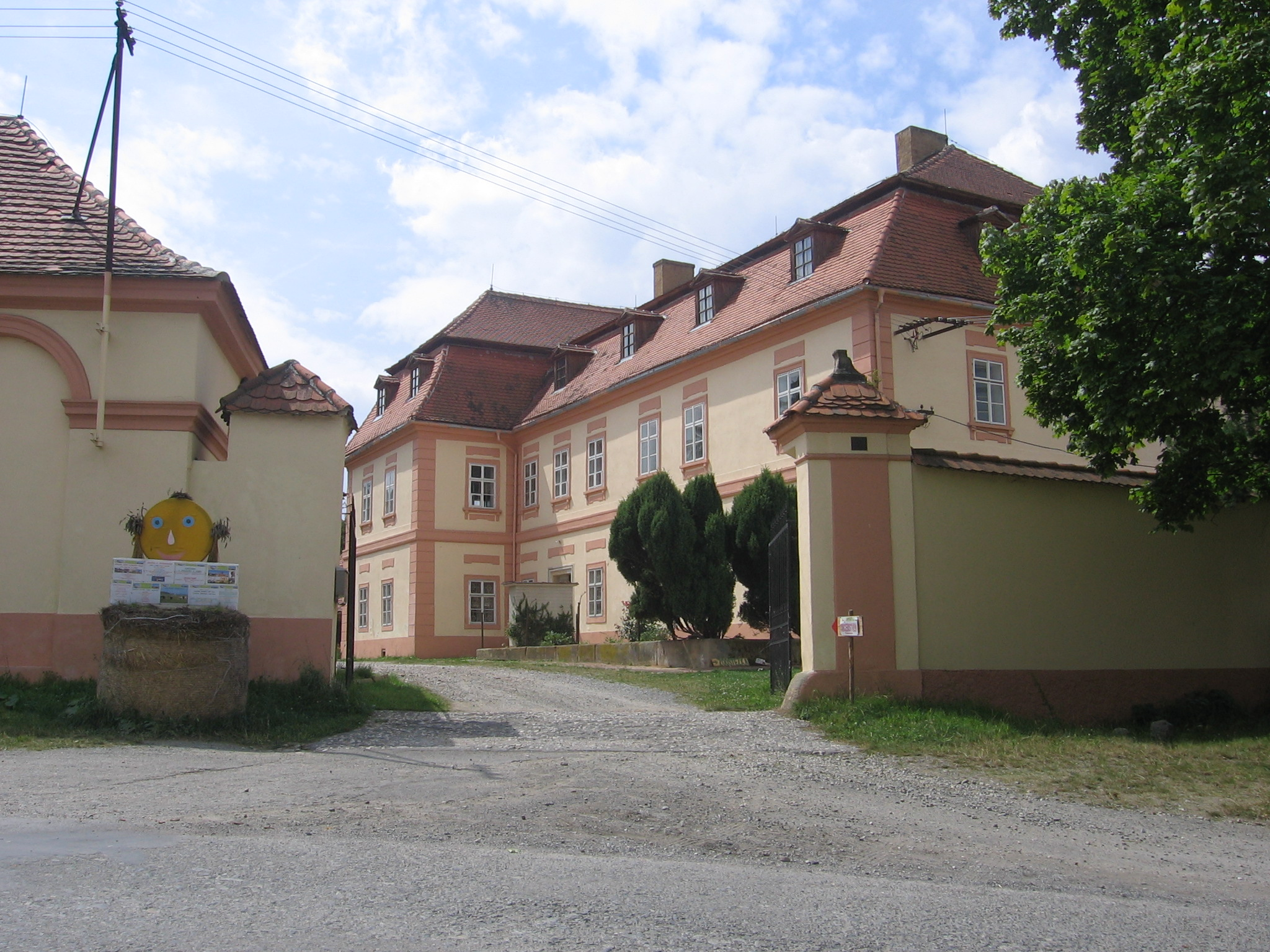
Schloss Újezd

### Frühzeit
Die ältesten gefundenen Steinwerkzeuge belegen eine Besiedlung bereits im Mittelpaläolithikum (Frühsteinzeit).
Aus der Jungsteinzeit (5000–4000 v. Chr.) stammt eine gebohrte Steinhacke, die 1938 gefunden wurde.
Der Chamer Kultur (Spätsteinzeit, 3500–3000 v. Chr.) wurden Spuren einer 1987 erforschten Siedlung am linken Ufer der Mží in der Nähe von Zámecký mlýn (Schlossmühle) zugeordnet.
Keramikfunde stammen aus der Hallstattzeit, ebenso wie zwei Gräber verbrannter Personen, die in ihren Ausrüstungen bestattet wurden (Eisengürtel mit durchbrochener Schließe).

### Mittelalter und Neuzeit
Die älteste schriftliche Erwähnung findet sich in der auf 1115 datierten Gründungsurkunde des Klosters Kladruby, die allerdings eine spätere Fälschung sein dürfte. Eine Urkunde des Klosters Teplá aus dem Jahr 1242 erwähnt den Ort.
Újezd nade Mží, im Mittelalter Plevný Újezd genannt, entstand um einen kleineren Gutshof. Später wurde eine Burg errichtet, deren Besitzer, aus niederem Adel und auch bürgerliche Familien, häufig wechselten. Von der Festung der Renaissancezeit sind die Keller und ein Teil der Umfassungsmauer erhalten geblieben. Nach einem Brand Ende des 18. Jahrhunderts wurde sie durch das barocke Schloss ersetzt. Die letzten wesentlichen Umbauten am Schloss wurden 1890 durchgeführt.
Mit der Verwaltungsreform 1868 in der Habsburgermonarchie gelangte Újezd nad Mží zum Bezirk Mies.
Mit dem Münchner Abkommen gelangte das Sudetenland zum Deutschen Reich, zwischen 1938 und 1945 war Újezd nad Mží dem Landkreis Mies zugeordnet.

## Sehenswürdigkeiten

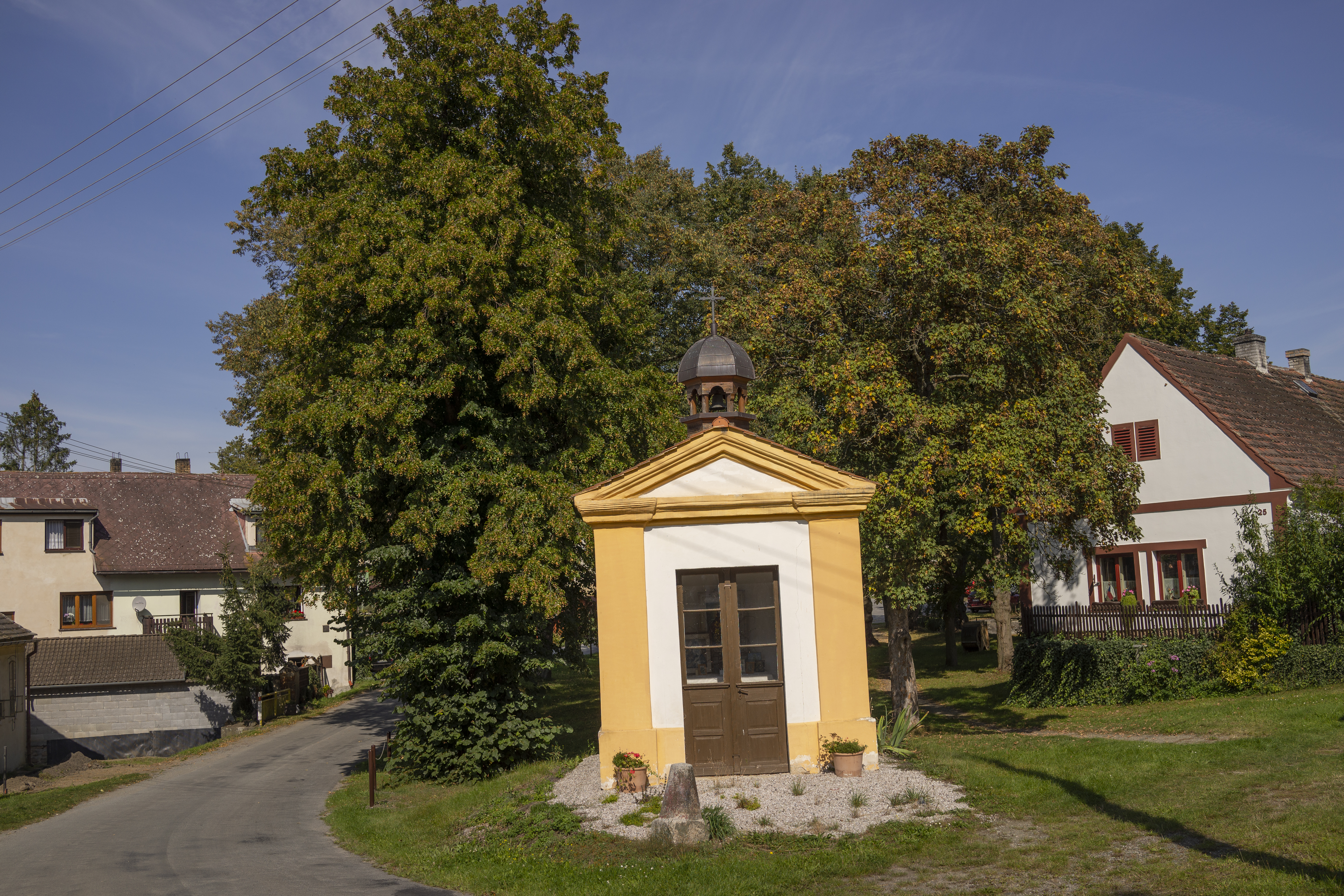
Marienkapelle in Újezd

- Das Schloss Újezd nade Mží ist ein barockes zweistöckiges Gebäude auf einem L-förmigen Grundriss mit Mansarddach. Daneben befindet sich ein klassizistisches zweistöckiges Herrenhaus. Angrenzend an das Schloss befindet sich der Schlosspark, der derzeit revitalisiert wird.
- Im Zentrum des abfallenden Dorfplatzes steht die Marienkapelle aus dem frühen 19. Jahrhundert. Umgeben ist der Platz mit Gehöften meist aus der zweiten Hälfte des 19. Jahrhunderts mit regionstypischen Bögen über den Hofzufahrten.

## Gemeindegliederung
Die Gemeinde Újezd nad Mží besteht nur aus der gleichnamigen Katastralgemeinde und hat keine weiteren Ortsteile.